# Beethoven Orchester Bonn

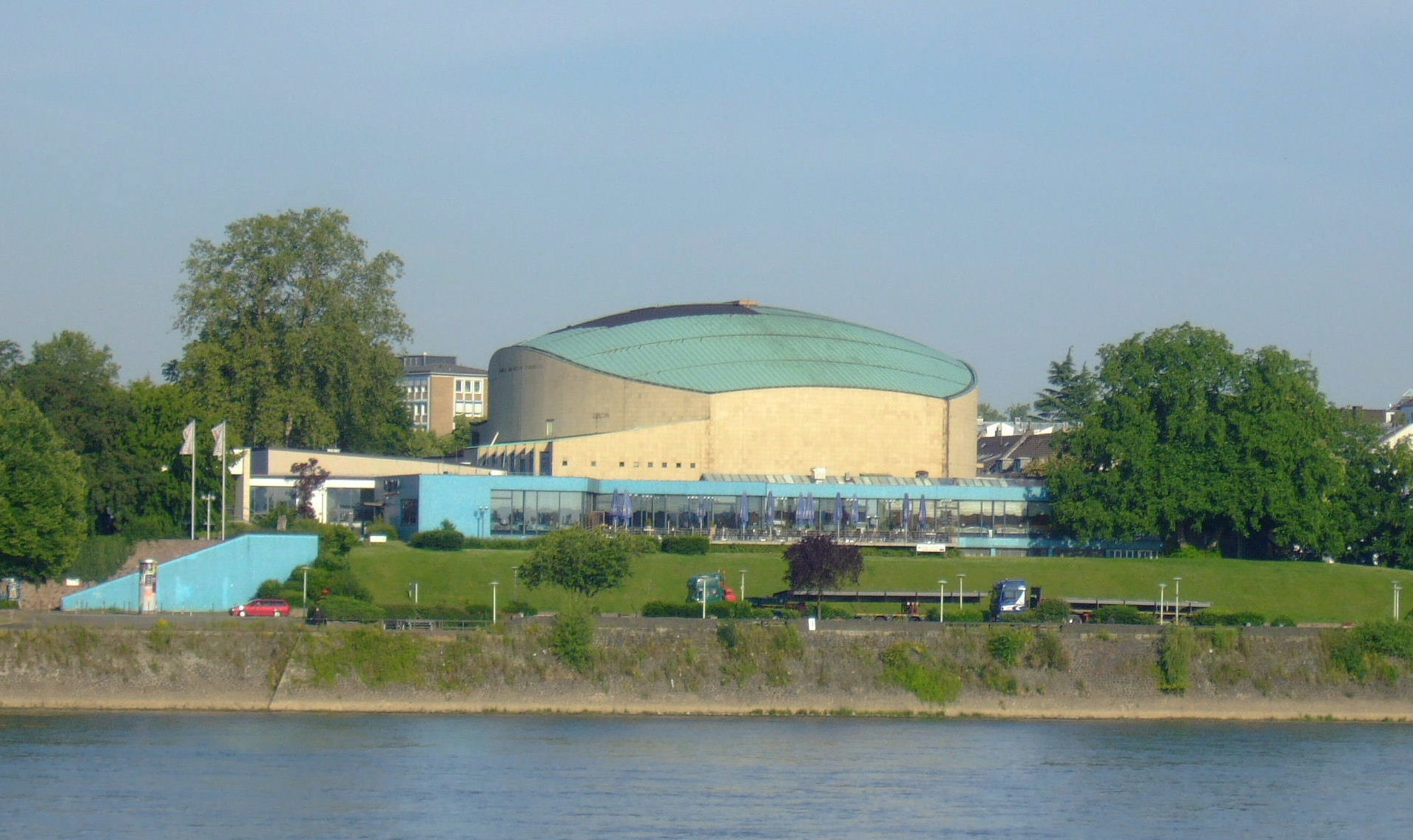
Beethovenhalle – Hauptspielort des Orchesters (2009)

Das Beethoven Orchester Bonn ist das Sinfonieorchester von Ludwig van Beethovens Geburtsstadt Bonn.

## Geschichte
Am 1. Oktober 1907 unterschrieb die Stadt Bonn einen Vertrag, mit dem sie das zehn Jahre zuvor gegründete Philharmonische Orchester Koblenz und seinen Kapellmeister Heinrich Sauer in ihre Dienste nahm. Damit bekam die Beethovenstadt nach Auflösung der Kurfürstlichen Hofkapelle im Jahre 1794 wieder ein eigenes Berufsorchester. Es trug zunächst den Titel Städtisches Orchester Bonn, ab 1963 Orchester der Beethovenhalle Bonn und heißt seit 2003 Beethoven Orchester Bonn. Es ist zugleich das Orchester der Oper Bonn.
Von 1907 bis 1922 wirkte Heinrich Sauer als Städtischer Kapellmeister und Hugo Grüters als Städtischer Musikdirektor.
Mit Ausbruch des Ersten Weltkriegs hatte das Orchester die erste große Krise im Laufe seiner 100-jährigen Geschichte zu überstehen. Die alte Beethovenhalle, der Konzertsaal des Orchesters, wurde in ein Lazarett verwandelt und eine Vielzahl der Orchestermitglieder wurden zum Kriegsdienst eingezogen. Im April 1916 löste die Stadt das Orchester wegen fehlender finanzieller Mittel auf. Erst 1920 wurde das Orchester nach anfänglichem Widerstand der Stadtverordneten wieder gegründet. Weitere Existenzbedrohungen folgten durch die Weltwirtschaftskrise und den Ausbruch des Zweiten Weltkriegs. Musiker des Orchesters und auch der damalige Generalmusikdirektor Gustav Classens wurden wiederum zum Kriegsdienst eingezogen, die Beethovenhalle wurde bei einem Bombenangriff zerstört. 1959 wurde die neue Beethovenhalle eingeweiht und war bis zum Sommer 2016 Hauptspielstätte des Orchesters. Nach einer Renovierungszeit von 9 Jahren wird die Halle voraussichtlich am 16. Dezember 2025 feierlich wieder eingeweiht. Seit Beginn der Renovierungsarbeiten spielt das Orchester seine Abonnementskonzerte hauptsächlich im Opernhaus Bonn, trat aber auch in zahlreichen anderen Räumen in Bonn und Umgebung auf, wie dem Telekom Forum, der Telekom Zentrale, der Aula der Universität Bonn, dem Beethovenhaus Bonn, dem Alten Bundesrat, der Redoute Bad Godesberg und dem Kurhaus Bad Honnef.
Zuletzt leiteten der Schweizer Stefan Blunier (2008–2016) und Christof Prick (2016–2017) das Orchester. Seit Beginn der Saison 2017/2018 steht der Dirigent Dirk Kaftan an der Spitze des Orchesters.
Mit seinen 106 Musikern zählt es zur Spitzenklasse deutscher Orchester. Pro Saison spielt es bei etwa 120 Opernaufführungen und 60 Konzerten in Bonn sowie zahlreichen Gastkonzerten im In- und Ausland.

## Prominente Dirigenten
Bedeutende Komponisten und Gastdirigierende leiteten das Orchester. 1907 dirigierte Richard Strauss eigene Werke in Bonn, 1914 arbeiteten anlässlich des Mittelrheinischen Musikfestes Max Reger, Fritz Busch und Max Bruch mit dem Orchester. Später folgten unter anderen Paul Hindemith, Hans Pfitzner, Erich Kleiber, Joseph Keilberth, Karl Böhm, Rudolf Kempe, Sergiu Celibidache, Günter Wand, Sir Malcolm Sargent und Kurt Masur. In den vergangenen Jahren leiteten Dirigierende wie Marc Albrecht, Christoph Altstadt, Jonathan Bloxham, Holly Hyun Choe, Attilio Cremonesi, Reinhard Goebel, Thomas Guggeis, Antony Hermus, Dimitri Jurowsky, Christian Lindberg, Gemma New, Ruth Reinhardt und Andreas Spering Konzertprojekte mit dem Orchester.

## Generalmusikdirektoren
- Max Anton (1922–1930)
- Hermann Abendroth (interim 1931–1932)
- Gustav Classens (1933–1949)
- Otto Volkmann (1949–1957)
- Volker Wangenheim (1957–1978)
- Jan Krenz (1979–1982)
- Gustav Kuhn (1983–1985)
- Dennis Russell Davies (1987–1995)
- Marc Soustrot (1995–2003)
- Roman Kofman (2003–2008)
- Stefan Blunier (2008–2016)
- Christof Prick (2016/17)
- Dirk Kaftan (seit 2017)

## Produktionen
Seit seinem Bestehen hat das Orchester zahlreiche Musikproduktionen geschaffen. Dazu gehört z. B. die bis Ende der Spielzeit 2005/2006 erarbeitete Gesamtaufnahme sämtlicher Sinfonien von Dmitri Schostakowitsch unter der Leitung von Roman Kofman. Aus dieser Reihe wählte der international renommierte Penguin Guide to Compact Discs die Aufnahme der 7. Sinfonie als „Key recording“ (Einspielung mit Referenzcharakter) aus und bezeichnete sie als eine „in jeder Beziehung herausragende Aufführung und Aufnahme“. Unter der Leitung von Generalmusikdirektor Stefan Blunier erschienen zahlreiche CD-Aufnahmen, darunter eine Gesamteinspielung aller neun Sinfonien von Ludwig van Beethoven. 2020 nahm das Orchester während der Covid-19-Pandemie unter der Leitung von Dirk Kaftan mit der Kölner Band Brings das Album Alles Tutti mit zwölf neu arrangierten Brings-Songs auf, das im November 2021 erschien. Außerdem entstanden zwei CDs mit Werken, die aus dem Umfeld der Kurkölnischen Hofkapelle stammen, also des Orchesters, in dem Ludwig van Beethoven als Bratscher mitspielte.
Das Beethoven Orchester Bonn hat seit 2007 fünf ECHO Klassik-Preise sowie den Preis der deutschen Schallplattenkritik gewonnen. Seine Aufnahme von Gordon Kampes „WUM und BUM und die Damen DING DONG“ wurde mit dem Medienpreis des Verbandes deutscher Musikschulen – Leopold – ausgezeichnet.

## 100-Jahr-Feier
Am 21. September 2007 feierte das Beethoven Orchester Bonn im Rahmen des Beethovenfestes sein 100-jähriges Bestehen mit einem Konzert in der Beethovenhalle. Dabei wurde die Sinfonie Abendland von Karsten Gundermann uraufgeführt. Weiterhin standen Beethovens Sinfonie Nr. 1 C-Dur op. 21 und Edward Elgars Violinkonzert h-Moll op. 61 mit Gidon Kremer als Solist auf dem Programm.

## Finanzen
Das Orchester erhielt 2023 9,2 Millionen Euro von der Stadt und 766.000 Euro vom Land. 3,7 Millionen Euro kamen vom städtischen Theater für Einsätze bei Opernaufführungen. Laut Ausführungen von Dirigent Dirk Kaftan wurden rund 400.000 Euro durch den Verkauf von zirka 50.000 Plätzen erwirtschaftet. Die Ausgaben im Jahr 2023 betrugen 14,3 Millionen Euro.
Ab Herbst 2024 kosten die Tickets 19 bis 42 Euro.